# Abelmošus
Abelmošus (bamija; lat. Abelmoschus), biljni rod jednogodišnjeg i dvogodišnjeg raslinja ili trajnica iz porodice Malvaceae ili sljezovki. Od deset poznatih vrsta u Hrvatskoj je prisutna samo bamija, Abelmoschus esculentus, koja je nekada bila pripisivana rodu Hibiscus.
Rod je raširen po tropskim krajevima Afrike, Azije i sjeverne Australije. Ove biljke narastu do dva metra visine, a lišće je dugo 10 – 40 centimetara i larve nekih leptira koriste ga kao hranu. Plod je kapsula duga 5 – 20 cm, ispunjena sjemenkama.

## Etimologija
Ime roda dolazi vjerojatno od arapskog habb-el-misk, sjeme mošusa, aludirajući na mirisne sjemenke. 

## Vrste
1. Abelmoschus angulosus Wall. ex Wight & Arn.[2]
2. Abelmoschus crinitus Wall.[2]
3. Abelmoschus enbeepeegearensis K.J.John, Scariah, Nissar, K.V.Bhat & S.R.Yadav
4. Abelmoschus esculentus (L.) Moench[2]
5. Abelmoschus ficulneus (L.) Wight & Arn.[2]
6. Abelmoschus hostilis (Wall. ex Mast.) M.S.Khan & M.S.Hussain[2]
7. Abelmoschus magnificus Wall.[2]
8. Abelmoschus manihot (L.) Medik.[2]
9. Abelmoschus moschatus Medik.[2]
10. Abelmoschus muliensis K.M.Feng[2]
11. Abelmoschus palianus Sutar, K.V.Bhat & S.R.Yadav
12. Abelmoschus sagittifolius (Kurz) Merr.[2]
13. Abelmoschus × caillei (A.Chev.) Stevels